# Sistema de activación reticular

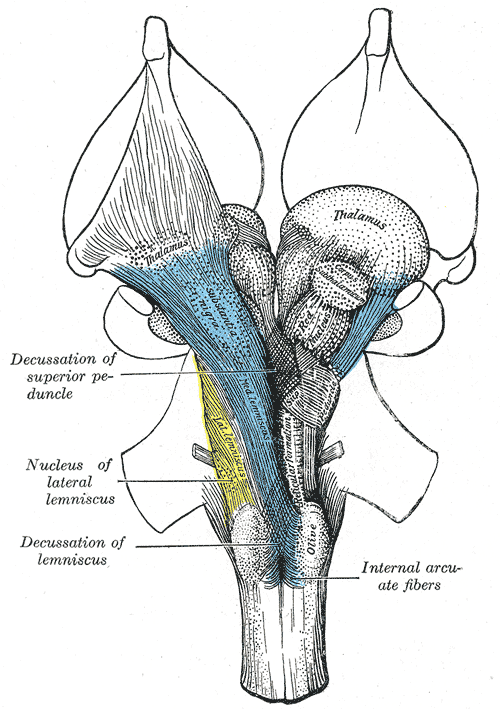
Sistema activador reticular ascendente. Formación reticular marcada cerca del centro. El tronco encefálico, donde se encuentran la mayoría de las fibras nerviosas del dicho sistema.

El sistema de activación reticular ascendente (SARA) o filtro reticular es una región amplia del cerebro que incluye a la formación reticular y sus conexiones, responsable de la regulación del estado de vigilia y las oscilaciones diurnas/nocturnas.
El SAR consiste en regiones del cerebro que son evolutivamente muy antiguas. Muchas de estas áreas son críticas para la supervivencia y para la protección durante períodos de adversidad. Como resultado, el SAR funciona aún durante los inhibitorios períodos de hipnosis.

## Anatomía
El filtro reticular se compone de varios circuitos de neuronas que conectan el tallo cerebral con la corteza cerebral, haciendo relevo en los núcleos del tálamo cerebral. En casos de lesiones en áreas del filtro reticular, los sujetos se vuelven letárgicos y somnolientos.
Las regiones que suelen incluirse en el SAR incluyen:
- La formación reticular
- El mesencéfalo
- El núcleo centromediano del tálamo, la principal zona dentro del núcleo intralaminar del tálamo
- El hipotálamo dorsal
- El tegumento